# Forfjord
Forfjord est une localité du comté de Nordland, en Norvège.

## Géographie
Administrativement, Forfjord fait partie de la kommune d'Andøy.